# Hiddekel Rupes
Hiddekel Rupes es el nombre de una falla geológica sobre la superficie de Marte. Hiddekel Rupes está localizada con el sistema de coordenadas centrados en 19.03 grados de latitud Norte y 17.85° de longitud Este. El nombre fue aprobado por la Unión Astronómica Internacional en 2017 y hace referencia a uno de los ríos de la Biblia, Hidekkel, probablemente corresponde al Tigris.